# U.S. Route 6 (California)
La U.S. Route 6 o Ruta Federal 6 (abreviada US 6) es una autopista federal ubicada en el estado de California. La autopista inicia en el Oeste desde la US 395     en Bishop hacia el Este en la US 6  en la frontera con Nevada. La autopista tiene una longitud de 65,2 km (40.505 mi).

## Mantenimiento
Al igual que las carreteras estatales, las carreteras interestatales, y el resto de rutas federales, la U.S. Route 6 es administrada y mantenida por el Departamento de Transporte de California por sus siglas en inglés Caltrans.

## Cruces
La U.S. Route 6 es atravesada principalmente por la  SR 120     en Benton.
| Condado | Localidad | Miliario | Destinos                                         | Notas               |
| --- | --------- | -------- | ------------------------------------------------ | ------------------- |
| Inyo INY R0.00-8.35 | Bishop    | R0.00    | US 395 – Los Ángeles, Reno                       | Antigua US 6 sur    |
| Mono MNO 0.00-32.29 | Benton    | 25.72    | SR 120 – Lee Vining, Parque nacional de Yosemite |                     |
| Mono MNO 0.00-32.29 |           | 32.29    | Frontera con Nevada                              | Frontera con Nevada |
| 1.000 mi = 1.609 km; 1.000 km = 0.621 mi Cerrada/Antigua • Terminal concurrente • Acceso incompleto • Propuesta/Sin abrir |           |          |                                                  |                     |